# August Zaleski
August Zaleski (13. září 1883 Varšava – 7. dubna 1972 Londýn) byl polský ekonom, politik, diplomat a exilový polský prezident.

## Životopis
Jeho rodiči byli Szczęsny Zaleski a jeho manželka Anna Szydłowska. V roce 1911 vystudoval v Londýně London School of Economics and Political Science. V roce 1915 byl vyslán na diplomatickou misi do Londýna jako delegát stran, které chtěli dosáhnou nezávislosti Polska. Po skončení první světové války vedl polskou diplomatickou misi ve Švýcarsku, poté v Řecku a Italii. V roce 1920 si vzal za manželku hraběnku Ewelinu Komorowskou. V letech 1926 až 1932 byl ministrem zahraničí. V roce 1932 uzavřel se Sovětským svazem pakt o neutočení. V letech 1928 až 1935 byl i senátorem. Poté odešel do soukromého sektoru jako ředitel banky Bank Handlowy, po okupaci Polska nacistickým Německem roku 1939 uprchl do Anglie. Byl členem polské vlády v exilu opět v roli ministra zahraničí. Dne 30. července podepsal v Londýně sovětský velvyslanec s předsedou exilové vlády Władislawem Sikorskim polsko-sovětskou smlouvu o spolupráci, se kterou někteří ministři nesouhlasili, což mělo za následek rezignaci Augusta Záleského na post ministr zahraničí. V letech 1947–1972 vykonával funkci exilového prezidenta Polska.